# Heisse Ware
Heisse Ware – mixtape dwóch niemieckich raperów B-Tight i Tony D. Album promowały niskobudżetowe utwory Twoh, oraz  123.

## Lista utworów
1. Intro (Skit) – 1:08
2. Heiße Ware – 3:29
3. Aus´m Westen (Remix) – 1:53
4. Sag nichts – 3:32
5. Ich will – 3:24
6. Death Threat (gośc. Tim Dog) – 3:28
7. Twoh – 2:44
8. So fresh so clean (Fler i G-Hot) – 1:31
9. Jump Jump (Skit) – 0:49
10. Scheiß drauf – 2:39
11. Aggro Berlin Crime (gośc. Frauenarzt, MC Bogy, Manny Marc, Smoky i Chuky) – 4:32
12. Dein Leben – 0:27
13. Viel Gas (Fuego Remix) – 3:30
14. Sei wie du bist (gośc. Joe Rilla & Alpa Gun) – 2:12
15. Berlin-Paris (gośc. Gilles K.) – 3:36
16. Tony D – 2:37
17. Der Araber und der Neger – 3:38
18. Westberlin (gośc. NHT i MOK) – 3:32
19. Kein Funsport (Koeppen) – 2:19
20. Freunde (gośc. Alpa Gun) – 3:06
21. Partytime (gośc. Fuhrmann i Alpa Gun) – 2:27
22. Fünfer – 2:24
23. So drauf – 2:24
24. 123 – 3:21
25. Ab Ab – 3:15